# Famille de Caritat
La famille de Caritat puis Caritat de Condorcet est une ancienne famille noble originaire d'Orange, en Dauphiné, éteinte au XVIIe siècle.

## Histoire
D'après une charte (origine douteuse), le château de Condorcet est inféodé et érigé en comté en 980 par l'empereur Conrad en faveur de Guillaume Caritat, chevalier. 

## Personnalités
Principales personnalités : 
- Guy de Caritat, consul d'Orange en 1503 ;
- Henri, viguier d'Orange ;
- Nicolas de Condorcet, député français, président de l'Assemblée nationale, académicien, mathématicien, philosophe ;
- Sophie de Grouchy, femme de lettre française ;
- Jacques-Marie de Caritat de Condorcet, évèque de Lisieux, d'Auxerre et de Gap.

## Galerie

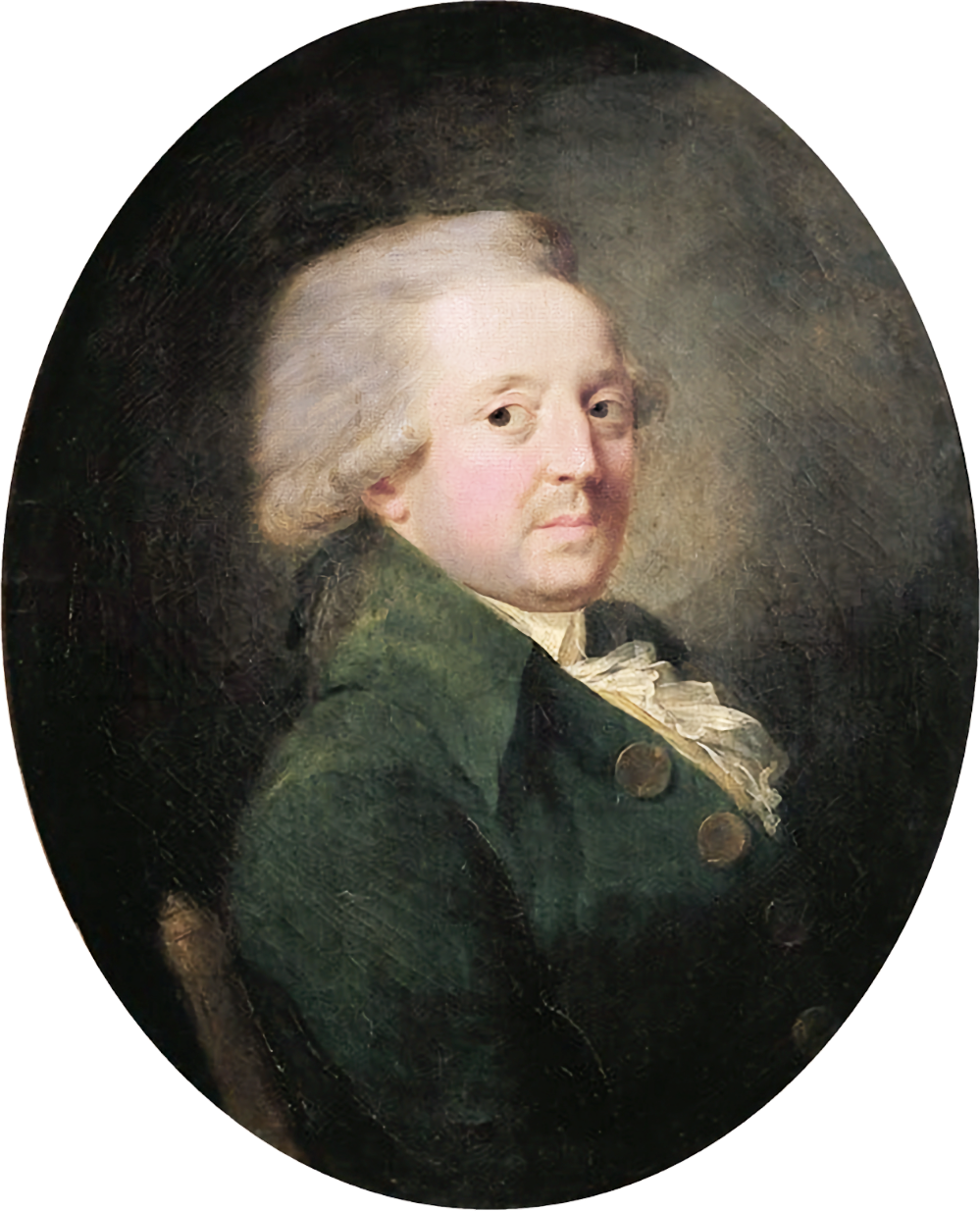
Nicolas de Condorcet
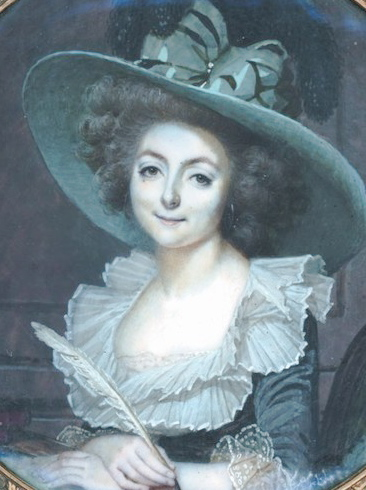
Sophie de Condorcet
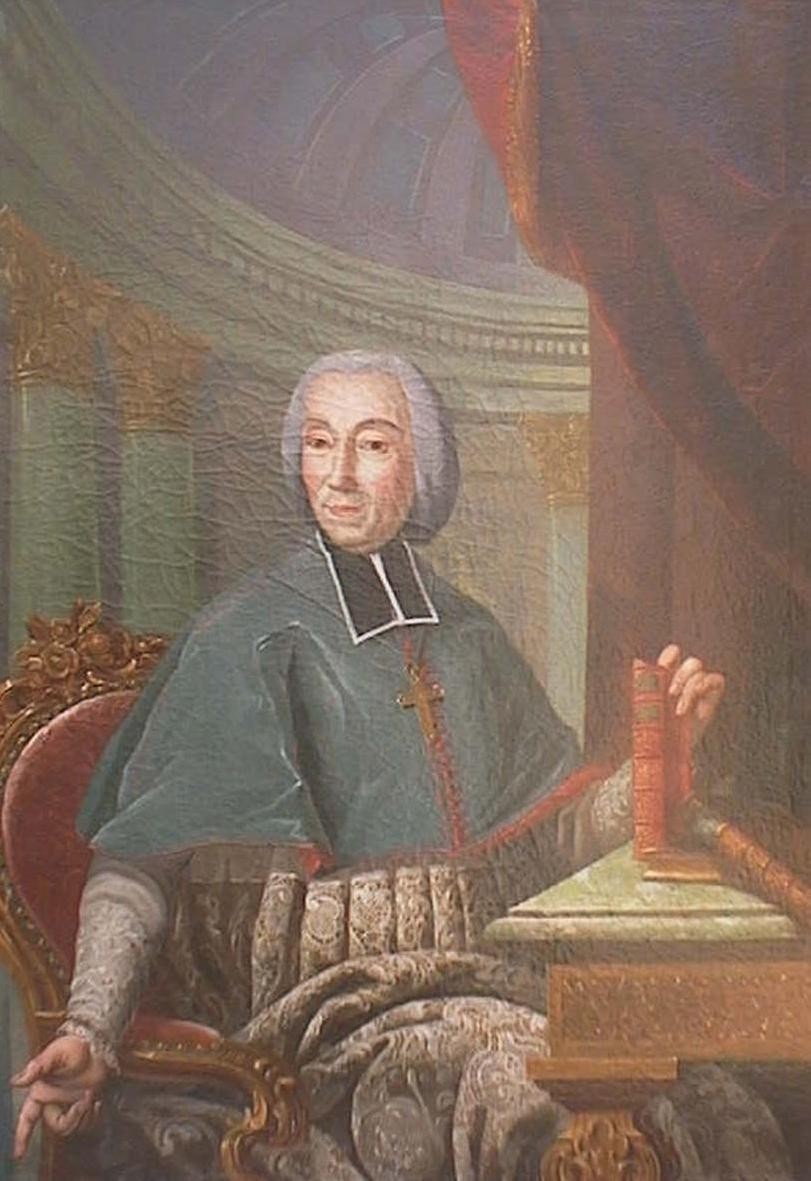
Jacques-Marie de Caritat de Condorcet

## Titres
- Comte puis marquis de Condorcet (par courtoisie),
- Seigneuries de Condorcet, La Bastie-Coste-Chaude, Aucelon.

## Armes
| Image | Armoiries                                                                                              |
| ----- | --- |
|       | Armes: D'azur au dragon volant d'or, langué et armé de sable, à la bordure du même - Devise : Caritas. |

## Alliances
Les principales alliances de la famille de Caritat sont : Poitiers, de Périssol, de Sade, de Montdragon, de Chanaleilles, de Vesc, de Tollon, de Tholozan, d'Yse, de Grouchy, etc.